# Steuerberg
Steuerberg est une commune autrichienne du district de Feldkirchen en Carinthie.

## Géographie

### Localités
| - Dölnitz - Eden - Edern - Edling - Felfern - Fuchsgruben - Glabegg - Goggau - Graben - Hart - Hinterwachsenberg | - Jeinitz - Köttern - Kerschdorf - Kraßnitz - Niederwinklern - Pölling - Prapra - Regenfeld - Rennweg - Rotapfel | - Sallas - Sankt Martin - Sassl - Severgraben - Steuerberg - Thörl - Unterhof - Wabl - Wachsenberg - Wiggis |